# 霍爾博維奇
50°23′54″N 30°9′19″E / 50.39833°N 30.15528°E
霍爾博維奇（烏克蘭語：Горбовичі）是位於烏克蘭北部的村莊，由基辅州布恰区的德米特里夫卡市鎮負責管轄。該村面積1.8平方公里，海拔高度142米，2001年人口267，人口密度每平方公里148.3人。